# Bracia Witmanowie
Bracia Witmanowie (węg. Witman fiúk) – węgierski film z 1997 w reżyserii Jánosa Szásza.

## Fabuła
Akcja filmu rozgrywa się w małym węgierskim miasteczku tuż przed wybuchem I wojny światowej. Dwaj bracia, János i Ernő są zdani tylko na siebie po śmierci ojca, gdyż ich matka zajęta jest szukaniem nowego partnera życiowego. Pewnego dnia jeden z braci poznaje młodą prostytutkę, zafascynowany jej urodą i pierwszymi doznaniami seksualnymi gotowy jest spełnić jej każde życzenie.

## Obsada
- Maia Morgenstern jako pani Witman
- Alpár Fogarasi jako János Witman
- Szabolcs Gergely jako Ernő Witman
- Lajos Kovács jako Dénes Witman
- Dominika Ostałowska jako Irén
- Péter Andorai jako Endre Tálay
- István Holl jako Mihály Szladek
- Juli Sándor jako Eszti
- Péter Blaskó jako elegancki Gentleman
- György Barkó jako Dissector
- Tamás Kalmár jako Corpse Carrier
- Zsolt Porcza jako Zöldi
- Ákos Horváth jako trener
- Lajos Szűcs jako gość
- Sándor Kassay jako Person on Duty
- Arnold Kilin jako bliźniak
- Egon Kilin jako bliźniak
- Nóra Repeshelyi jako naga kobieta
- Tünde Nyilas jako kobieta
- Anna Bognár jako kobieta